# Группа Центра
Группа Центра (дат. Midtergruppen, швед. Mittengruppen, фин. Keskiryhmä) — объединение либеральных и зелёных партий стран, которые входят в Северный совет (и двух партий из автономных областей Дании).

## Члены группы
- Дания — «Венстре»
- Дания — «Радикальная Венстре»
- Швеция — «Либералы»
- Швеция — Партия зелёных
- Швеция — Партия Центра
- Норвегия — Либеральная партия
- Норвегия — Партия зелёных
- Норвегия — Партия Центра
- Финляндия — Зелёный союз
- Финляндия — «Финляндский центр»
- Финляндия — Шведская народная партия
- Исландия — Прогрессивная партия
- Исландия — Народная партия
- Фарерские острова — Партия союза
- Фарерские острова — «Прогресс»
- Аландские острова — «Аландский центр»
- Аландские острова — Аландская либеральная партия[1][2]

## Руководство
Руководство группой осуществляет правление состоящее из председателя (ordförande), заместителя председателя (vice ordförande) и членов. В марте 2023 года председателем избрана депутат альтинга Ханна Катрин Фридрихссон.